# Långstjärtad skogsjuvel
Långstjärtad skogsjuvel (Thaumastura cora) är en fågel i familjen kolibrier.

## Utseende
Långstjärtad skogsjuvel är em mycket liten kolibri med hos hanen helt omisskännliga förlängda svartvita stjärtpennor. Honan är mycket mer lik andra kolibrier, men har relativt lång stjärt med ljusa kanter på de kortare centrala stjärtpennorna och frånvaro av rostbrun ton överlag.

## Utbredning och systematik
Arten är den enda i släktet Thaumastura. Fågeln förekommer i  västligaste Peru och nordligaste Chile (Arica). Den behandlas som monotypisk, det vill säga att den inte delas in i några underarter.

## Levnadssätt
Långstjärtad skogsjuvel hittas i ökenartade områden i lågland och lägre bergstrakter. Den ses även i trädgårdar, odlingsbygd med blommor och i ursprunglig buskmark.

## Status
Arten har ett stort utbredningsområde och beståndet anses stabilt. Internationella naturvårdsunionen IUCN listar den därför som livskraftig (LC).